# Caminho da Mata Atlântica
O Parque Estadual dos Três Picos é o ponto mais alto do Caminho da Mata Atlântica.

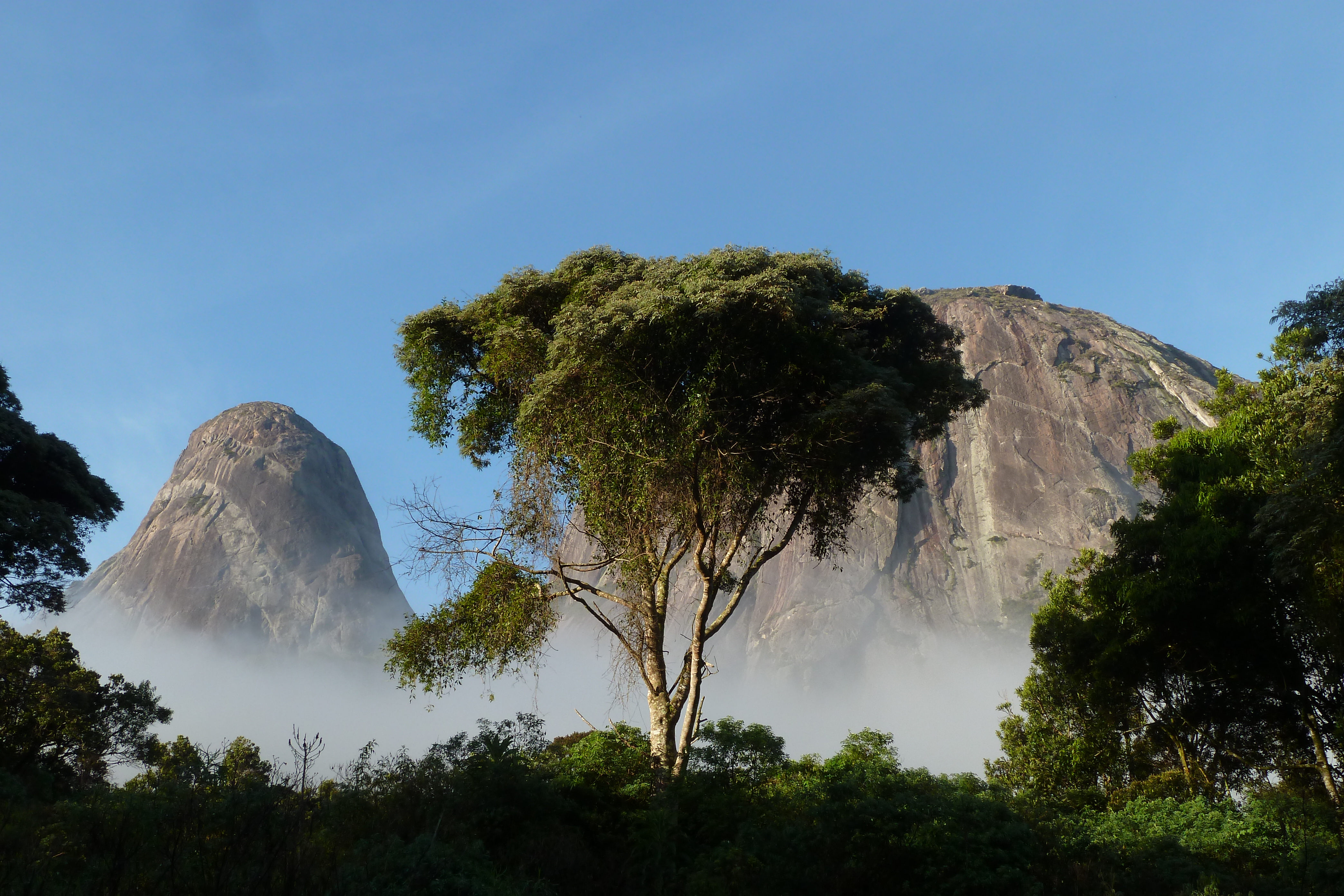
Parque Estadual dos Três Picos, um dos parques que serão cruzados pelo Caminho da Mata Atlântica.

O Caminho da Mata Atlântica (CMA) é uma trilha brasileira que cruza a Serra do Mar e parte da Serra geral, cujo ecossistema predominante é a Mata Atlântica. Com mais de 4 mil km de extensão, a trilha tem início no Parque Nacional de Aparados da Serra, no norte do Rio Grande do Sul, e se estende até o Parque Estadual do Desengano, no norte do Rio de Janeiro, cruzando mais de 100 áreas protegidas, incluindo 10 parques nacionais e 32 parques estaduais e formando um grande corredor ecológico.
O Caminho da Mata Atlântica interliga diversas outras trilhas já existentes, como o Caminho do Itupava (PR), os Caminhos do Mar (SP), o Caminho de Mambucaba (RJ) e a Trilha Transcarioca (RJ), promovendo o ecoturismo, a geração de renda para comunidades locais e a conservação de áreas protegidas. O projeto, que tem como lema "as pessoas no coração da mata e a mata no coração das pessoas", é uma iniciativa de diversas instituições e voluntários e surgiu da mobilização de órgãos gestores de áreas protegidas, de organizações ambientalistas, de federações e de clubes de montanhismo, de operadores turísticos, de universidades e de voluntários.
A implantação da trilha depende de muitos voluntários e parceiros locais e mais de 600 km já foram sinalizados. Você já pode percorrer o Caminho da Mata Atlântica. Saiba mais explorando o mapa interativo do Caminho da Mata Atlântica
Em 2020, o Caminho da Mata Atlântica foi escolhido como um dos 52 lugares do mundo para se visitar pelo New York Times. 

## Pilares
Como forma de dar mais clareza aos seus objetivos, a implantação do CMA foi estruturada em quatro pilares:
- Trilha: Implantação da trilha e capacitação de recursos humanos para fortalecimento de ações de manejo e de proteção.
- Engajamento: Sensibilização e engajamento da sociedade, promovendo ações de voluntariado e de monitoramento participativo.
- Cadeia produtiva: Fortalecimento das iniciativas locais de turismo sustentável, criando um ambiente colaborativo entre os diferentes atores e as novas alternativas de geração de renda.
- Biodiversidade: Articulação para conservar e recuperar a conectividade entre remanescentes de Mata Atlântica e áreas protegidas ao longo da trilha.

## Parques
Ao longo de sua extensão, o Caminho da Mata Atlântica cruzará os seguintes parques nacionais e estaduais:

### Rio Grande do Sul
- Parque Nacional de Aparados da Serra
- Parque Nacional da Serra Geral

### Santa Catarina
- Parque Nacional de São Joaquim
- Parque Estadual da Serra Furada
- Parque Estadual da Serra do Tabuleiro
- Parque Estadual do Rio Vermelho
- Parque Nacional da Serra do Itajaí
- Parque Estadual do Acaraí

### Paraná
- Parque Estadual do Boguaçu
- Parque Nacional de Saint-Hilaire/Lange
- Parque Nacional Guaricana
- Parque Estadual do Pau-Oco
- Parque Estadual Pico do Marumbi
- Parque Estadual Serra da Baitaca
- Parque Estadual Graciosa
- Parque Estadual Roberto Ribas Lange
- Parque Estadual Pico do Paraná
- Parque Estadual da Ilha do Mel
- Parque Nacional de Superagüi

### São Paulo
- Parque Estadual da Ilha do Cardoso
- Parque Estadual Lagamar de Cananéia
- Parque Estadual do Rio Turvo
- Parque Estadual Caverna do Diabo
- Parque Estadual Turístico do Alto Ribeira (PETAR)
- Parque Estadual Intervales
- Parque Estadual Nascentes do Paranapanema
- Parque Estadual Carlos Botelho
- Parque Estadual Campina do Encantado
- Parque Estadual do Prelado
- Parque Estadual do Itinguçu
- Parque Estadual da Serra do Mar
- Parque Estadual Restinga de Bertioga
- Parque Estadual de Ilhabela
- Parque Estadual da Ilha Anchieta

### Rio de Janeiro
- Parque Nacional da Serra da Bocaina
- Parque Estadual Cunhambebe
- Parque Estadual da Ilha Grande
- Parque Estadual da Pedra Branca
- Parque Nacional da Tijuca
- Parque Nacional da Serra dos Órgãos
- Parque Estadual dos Três Picos
- Parque Estadual do Desengano